# Серафини, Луиджи (кардинал)
Луиджи Серафини (итал. Luigi Serafini; 6 июня 1808, Мальяно-Сабина, Папская область — 1 февраля 1894, Рим, королевство Италия) — итальянский куриальный кардинал и доктор обоих прав. Регент Апостольской пенитенциарии с 28 марта 1858 по 27 июня 1870. Епископ Витербо и Тускании с 27 июня 1870 по 20 февраля 1880. Префект Верховного Трибунала Апостольской Сигнатуры с 13 мая 1884 по 31 июля 1885. Префект Священной Конгрегации Собора с 31 июля 1885 по 19 июня 1893. Камерленго Священной Коллегии Кардиналов с 14 марта 1887 по 1 июня 1888. Секретарь Апостольских бреве с 19 июня 1893 по 1 февраля 1894. Кардинал-священник с 12 марта 1877, с титулом церкви Сан-Джироламо-дельи-Скьявони с 20 марта 1877 по 1 июня 1888. Кардинал-епископ Сабины и вечный аббат аббатства Санта-Мария-ди-Фарфа с 1 июня 1888.